# Da Doo Ron Ron
Da Doo Ron Ron är en låt av den amerikanska musikgruppen The Crystals från 1963, producerad av Phil Spector i dennes Wall of Sound-stil. Låten skrevs av Jeff Barry, Ellie Greenwich och Phil Spector, och nådde den 8 juni nummer tre på Billboard Hot 100-listan. Dessutom nådde den topp fem i Storbritannien. Enligt Darlene Love (en annan av Spectors artister) spelades låten ursprungligen in med Love själv som ledsångare. Innan den släpptes raderade Spector Darlene Loves sång och ersatte henne med en av sångerskorna i The Crystals, Dolores "LaLa" Brooks. 
År 2004 blev låten rankad som nummer 114 på Rolling Stones lista över The 500 Greatest Songs of All Time. 

## Listplaceringar
| Lista (1963)   | Position              |
| -------------- | --------------------- |
| Frankrike      | 38                    |
| Irland         | 3                     |
| Storbritannien | 5                     |
| Sverige        | 7 (Kvällstoppen)      |
| Sverige        | 3 (Tio i topp)        |
| USA            | 3 (Billboard Hot 100) |
| Västtyskland   | 22                    |

## Andra inspelningar
- Relaterade inspelningar av låten finns med artister som Bob Dylan, The Rolling Stones och The Beach Boys (Keepin' The Summer Alive era).
- Låten blev en #1 Billboard hit 1977, inspelad av tonårsidolen Shaun Cassidy (orden har ändrats något för att föreställa en pojke-flicka sång).
- The Donnas spelade in en version av låten som en singel.
- Andra artister som har spelat in den här låten är The Carpenters, Dave Edmunds, Jack Nitzsche, The Raindrops, och The Searchers.
- Bette Midler gjorde en cover av låten på sitt album Bette Midler (1973). Låten görs som ett medley av "Uptown" och "Don't Say Nothin' Bad (About My Baby)".
- I Sverige hade Claes Dieden en hit 1969 med "Da Doo Ron Ron", då den låg på Sveriges Radios Tio i topp-lista.
- Streaplers spelade in låten "Da Doo Ron Ron" med svensk text. Låten finns med på albumet Dé é bara å stå på från 1982.
- Sten & Stanley spelade in låten på svenska på skivan Musik, dans & party 7 år 1992.
- Dansbandet Framed spelade in en svensk version av låten på skivan Tack vare er i augusti 2013.
- The Firebirds spelade in låten på skivan The Firebirds Meet The Pearlettes den 27 november 2015.